# Motomondiale 1982
La stagione 1982 è stata la trentaquattresima del Motomondiale anche in questa stagione, come già nella precedente, i gran premi furono 14, ma solo in Olanda si disputarono le gare di tutte le classi.

## Il contesto
Nessuna modifica venne introdotta in merito ai punteggi e anche i gran premi restarono quelli dell'anno precedente, solamente con alcuni cambi di date e di circuito: il Gran Premio motociclistico di Francia tornò a essere disputato al circuito di Nogaro, quello d'Italia si disputò a Misano Adriatico e quello di San Marino al Mugello.
L'italiano Franco Uncini, sulla Suzuki del team Gallina, conquistò il titolo mondiale della 500: bisognerà attendere il 2001 per rivedere un altro italiano iridato nella classe regina. Kenny Roberts, alle prese con la nuova Yamaha OW61 da sviluppare, fu quarto, preceduto da Freddie Spencer, che con la nuova Honda NS500 3 cilindri due tempi conquistò due vittorie (la Honda non vinceva in 500 dalla stagione 1967).
In 350 Anton Mang riuscì a difendere il titolo, nonostante una sola vittoria: diventerà l'ultimo campione di questa classe, soppressa a fine stagione. Situazione rovesciata in 250, dove il tedesco dovrà soccombere al privato francese Jean-Louis Tournadre, vincitore di un solo GP (quello di casa, boicottato dai piloti ufficiali per la pericolosità del circuito di Nogaro). Tournadre fu il primo francese campione del mondo (se si esclude Patrick Pons, iridato della 750 nel 1979). In 125, undicesimo titolo per Ángel Nieto, in sella alla Garelli (che altro non era se non la Minarelli dell'anno precedente ora sotto le insegne della casa lombarda). In 50, vittoria per Stefan Dörflinger e la Kreidler sulla Garelli di Eugenio Lazzarini.
Nei sidecar vinse il tedesco Werner Schwärzel, con un telaio Seymaz motorizzato Yamaha: per la terza volta nella storia (dopo il 1977 e il 1979), il campione non vinse neanche un GP. Va segnalata anche la morte, sul circuito di Imatra, del campione del Mondo 1980 Jock Taylor, schiantatosi su un palo a causa di un testacoda sotto la pioggia.

## Il calendario
| Data Resoconto         | Gran Premio (Circuito)                   | Vincitori         | Vincitori          | Vincitori            | Vincitori           | Vincitori         | Vincitori                         |
| Data Resoconto         | Gran Premio (Circuito)                   | classe 50         | classe 125         | classe 250           | classe 350          | classe 500        | sidecar                           |
| 28 marzo Resoconto     | GP d'Argentina (Buenos Aires)            |                   | Ángel Nieto        |                      | Carlos Lavado       | Kenny Roberts     |                                   |
| 2 maggio Resoconto     | GP d'Austria (Salisburgo)                |                   | Ángel Nieto        |                      | Éric Saul           | Franco Uncini     | Rolf Biland Kurt Waltisperg       |
| 9 maggio Resoconto     | GP di Francia (Nogaro)                   |                   | Jean-Claude Selini | Jean-Louis Tournadre | Jean-François Baldé | Michel Frutschi   |                                   |
| 23 maggio Resoconto    | GP di Spagna (Jarama)                    | Stefan Dörflinger | Ángel Nieto        | Carlos Lavado        |                     | Kenny Roberts     |                                   |
| 30 maggio Resoconto    | GP delle Nazioni (Misano Adriatico)      | Stefan Dörflinger | Ángel Nieto        | Anton Mang           | Didier de Radiguès  | Franco Uncini     |                                   |
| 26 giugno Resoconto    | GP d'Olanda (Assen)                      | Stefan Dörflinger | Ángel Nieto        | Anton Mang           | Jean-François Baldé | Franco Uncini     | Rolf Biland Kurt Waltisperg       |
| 4 luglio Resoconto     | GP del Belgio (Spa)                      |                   | Ricardo Tormo      | Anton Mang           |                     | Freddie Spencer   | Rolf Biland Kurt Waltisperg       |
| 18 luglio Resoconto    | GP di Jugoslavia (Fiume)                 | Eugenio Lazzarini | Eugenio Lazzarini  | Didier de Radiguès   |                     | Franco Uncini     |                                   |
| 1º agosto Resoconto    | GP di Gran Bretagna (Silverstone)        |                   | Ángel Nieto        | Martin Wimmer        | Jean-François Baldé | Franco Uncini     | Egbert Streuer Bernard Schnieders |
| 8 agosto Resoconto     | GP di Svezia (Anderstorp)                |                   | Ivan Palazzese     | Roland Freymond      |                     | Takazumi Katayama | Rolf Biland Kurt Waltisperg       |
| 15 agosto Resoconto    | GP di Finlandia (Imatra)                 |                   | Ivan Palazzese     | Christian Sarron     | Anton Mang          |                   | Rolf Biland Kurt Waltisperg       |
| 29 agosto Resoconto    | GP di Cecoslovacchia (Brno)              |                   | Eugenio Lazzarini  | Carlos Lavado        | Didier de Radiguès  |                   | Alain Michel Michael Burkhard     |
| 5 settembre Resoconto  | GP di San Marino (Mugello)               | Eugenio Lazzarini |                    | Anton Mang           |                     | Freddie Spencer   | Alain Michel Michael Burkhard     |
| 26 settembre Resoconto | GP della Germania Ovest (Hockenheimring) | Eugenio Lazzarini |                    | Anton Mang           | Manfred Herweh      | Randy Mamola      | Rolf Biland Kurt Waltisperg       |

## Sistema di punteggio e legenda
| Pos.  | 1  | 2  | 3  | 4 | 5 | 6 | 7 | 8 | 9 | 10 | 11> |
| ----- | -- | -- | -- | - | - | - | - | - | - | -- | --- |
| Punti | 15 | 12 | 10 | 8 | 6 | 5 | 4 | 3 | 2 | 1  | 0   |

## Le classi

### Classe 500
La novità stagionale fu che praticamente tutte le case motociclistiche tornarono ad essere presenti con propri team interni: tornò anche la Suzuki che schierò Randy Mamola e Virginio Ferrari. Restarono comunque alcune moto ufficiali affidate a team esterni come, sempre per Suzuki, quella di Franco Uncini gestita dal team Gallina. Stessa cosa fece anche Yamaha seguendo anche le moto destinate a Barry Sheene, Marc Fontan del team Sonauto e Graeme Crosby del team Agostini oltre che la principale affidata a Kenny Roberts.
Il titolo fu di Uncini (ne ottenne la matematica certezza già in Svezia) che precedette Crosby e Freddie Spencer sulla Honda ufficiale.Come già l'anno precedente l'unica casa giapponese che non riuscì ad ottenere risultati di rilievo fu la Kawasaki che dovette accontentarsi del nono posto ottenuto da Kork Ballington; sia la casa che il pilota annunciarono peraltro il loro ritiro al termine della stagione. Non molto meglio andò anche al detentore del titolo 1981, Marco Lucchinelli, che passato dalla Suzuki alla Honda non andò oltre l'ottavo posto in classifica.
In occasione del Gran Premio motociclistico di Francia buona parte dei piloti si sono rifiutati di prendere la partenza avendo giudicato inadeguato il circuito di Nogaro su cui si svolse la prova.
La gara disputatasi in Olanda venne avversata dal maltempo e si disputò su due manche con il risultato finale stabilito dalla somma dei tempi.
Con la sua prima vittoria ottenuta nel Gran Premio motociclistico del Belgio, Freddie Spencer a 20 anni e 196 giorni divenne il più giovane vincitore nella storia della classe e tale record restò imbattuto fino all'abolizione della classe stessa.
In occasione del Gran Premio motociclistico di Gran Bretagna si vide anche in gara per l'ultima volta la Honda NR 500, guidata da Ron Haslam: fu questa l'ultima presenza per una moto dotata di motore a quattro tempi fino all'abolizione della classe stessa dal mondiale.

Classifica piloti (prime 5 posizioni)
| Pos. | Pilota          | Moto   |     |     |    |     |     |     |     |     |     |     |    |    |     |     | P.ti |
| ---- | --------------- | ------ | --- | --- | -- | --- | --- | --- | --- | --- | --- | --- | -- | -- | --- | --- | ---- |
| 1    | Franco Uncini   | Suzuki | 4   | 1   | NP | 3   | 1   | 1   | 3   | 1   | 1   | Rit | NE | NE | Rit | Rit | 103  |
| 2    | Graeme Crosby   | Yamaha | Rit | 4   | NP | 4   | 3   | 4   | Rit | 2   | 3   | 3   | NE | NE | 3   | Rit | 76   |
| 3    | Freddie Spencer | Honda  | 3   | Rit | NP | Rit | 2   | Rit | 1   | 4   | 2   | Rit | NE | NE | 1   | Rit | 72   |
| 4    | Kenny Roberts   | Yamaha | 1   | 3   | NP | 1   | 4   | 2   | 4   | Rit | Rit |     | NE | NE |     |     | 68   |
| -    | Barry Sheene    | Yamaha | 2   | 2   | NP | 2   | Rit | 3   | 2   | 3   |     |     | NE | NE |     |     | 68   |
| Pos. | Pilota          | Moto   |     |     |    |     |     |     |     |     |     |     |    |    |     |     | P.ti |

| Legenda                                                                        | 1º posto        | 2º posto        | 3º posto | A punti      | Senza punti        | Grassetto=Pole position Corsivo=Giro più veloce |
| Legenda                                                                        | Gara non valida | Non qualificato | Ritirato | Squalificato | "-" Dato non disp. | Grassetto=Pole position Corsivo=Giro più veloce |
| Fonte dei dati: motogp.com, racingmemo.free.fr, autosport.com, jumpingjack.nl. |                 |                 |          |              |                    |                                                 |

### Classe 350
La classe 350 fu presente in 9 occasioni sui 14 gran premi e il risultato finale premiò, per il secondo anno consecutivo, il pilota tedesco Anton Mang sulla Kawasaki.
Al secondo posto giunse Didier de Radiguès sull'artigianale Chevallier-Yamaha, seguito dalla seconda Kawasaki di Jean-François Baldé.
Come in altre edizioni del mondiale, non furono molti i piloti europei che effettuarono la trasferta inaugurale sudamericana per la prova in Argentina; buona parte dei partecipanti furono piloti locali per i quali fu l'unica partecipazione al campionato.
Con il termine della stagione finì anche la storia della categoria; tra quelle presenti fin dall'edizione inaugurale del campionato fu la prima a scomparire. In 34 edizioni furono 17 i piloti a fregiarsi del titolo iridato con Giacomo Agostini con il maggior numero (7).

Classifica piloti (prime 5 posizioni)
| Pos. | Pilota              | Moto              |    |     |     |    |     |     |    |    |    |    |     |    |    |    | P.ti |
| ---- | ------------------- | ----------------- | -- | --- | --- | -- | --- | --- | -- | -- | -- | -- | --- | -- | -- | -- | ---- |
| 1    | Anton Mang          | Kawasaki          | NP | 2   | NP  | NE | 4   | 2   | NE | NE | 3  | NE | 1   | 2  | NE | 2  | 81   |
| 2    | Didier de Radiguès  | Chevallier-Yamaha | 3  | Rit | 2   | NE | 1   | Rit | NE | NE | 2  | NE | Rit | 1  | NE | 12 | 64   |
| 3    | Jean-François Baldé | Kawasaki          | 2  | Rit | 1   | NE | Rit | 1   | NE | NE | 1  | NE | Rit | 14 | NE | 9  | 59   |
| 4    | Éric Saul           | Chevallier-Yamaha | 4  | 1   | Rit | NE | 6   | 7   | NE | NE | 17 | NE | 7   | 5  | NE | 3  | 52   |
| 5    | Carlos Lavado       | Yamaha            | 1  | Rit | NP  | NE | 2   | Rit | NE | NE | 4  | NE | Rit | 10 | NE |    | 36   |
| Pos. | Pilota              | Moto              |    |     |     |    |     |     |    |    |    |    |     |    |    |    | P.ti |

| Legenda                                                                        | 1º posto        | 2º posto        | 3º posto | A punti      | Senza punti        | Grassetto=Pole position Corsivo=Giro più veloce |
| Legenda                                                                        | Gara non valida | Non qualificato | Ritirato | Squalificato | "-" Dato non disp. | Grassetto=Pole position Corsivo=Giro più veloce |
| Fonte dei dati: motogp.com, racingmemo.free.fr, autosport.com, jumpingjack.nl. |                 |                 |          |              |                    |                                                 |

### Classe 250
Ai primi tre posti nella quarto di litro si piazzarono piloti equipaggiati da motociclette di marche diverse: Jean-Louis Tournadre ottenne il titolo guidando una Yamaha e precedette Anton Mang su Kawasaki e Roland Freymond su MBA.
Furono in totale anche 6 piloti diversi ad aggiudicarsi le vittorie nei 12 gran premi, con Mang che ne ottenne il maggior numero (5).
Classifica piloti (prime 5 posizioni)
| Pos. | Pilota               | Moto     |    |    |    |     |     |    |   |     |   |     |     |   |     |     | P.ti |
| ---- | -------------------- | -------- | -- | -- | -- | --- | --- | -- | - | --- | - | --- | --- | - | --- | --- | ---- |
| 1    | Jean-Louis Tournadre | Yamaha   | NE | NE | 1  | 2   | 3   | 2  | 6 | 3   | 3 | 4   | 7   | 2 | 2   | 4   | 118  |
| 2    | Anton Mang           | Kawasaki | NE | NE | NP | 3   | 1   | 1  | 1 | Rit | 2 | 2   | 6   | 8 | 1   | 1   | 117  |
| 3    | Roland Freymond      | MBA      | NE | NE | 4  | Rit | 2   | 8  | 4 | Rit | 4 | 1   | Rit | 6 | 3   | 8   | 72   |
| 4    | Martin Wimmer        | Yamaha   | NE | NE | 9  | NP  | Rit | 7  | 7 | Rit | 1 | 6   | Rit | 3 | 4   | Rit | 48   |
| 5    | Carlos Lavado        | Yamaha   | NE | NE | NP | 1   | Rit | NP |   | Rit | 8 | Rit | 5   | 1 | Rit |     | 39   |
| Pos. | Pilota               | Moto     |    |    |    |     |     |    |   |     |   |     |     |   |     |     | P.ti |

| Legenda                                                                        | 1º posto        | 2º posto        | 3º posto | A punti      | Senza punti        | Grassetto=Pole position Corsivo=Giro più veloce |
| Legenda                                                                        | Gara non valida | Non qualificato | Ritirato | Squalificato | "-" Dato non disp. | Grassetto=Pole position Corsivo=Giro più veloce |
| Fonte dei dati: motogp.com, racingmemo.free.fr, autosport.com, jumpingjack.nl. |                 |                 |          |              |                    |                                                 |

### Classe 125
In classe 125 Ángel Nieto riuscì a doppiare il titolo dell'anno precedente e precedette il compagno di squadra Eugenio Lazzarini (due volte secondo quest'anno, oltre che in questa classe anche in classe 50).
Il dominio del pilota spagnolo fu piuttosto netto con l'ottenimento di 6 vittorie (che gli fecero superare il traguardo delle 50 affermazioni solo in questa classe) e il raggiungimento matematico del titolo mondiale con varie gare di anticipo (già in Svezia, tanto che Nieto rinunciò a partecipare alle ultime gare della stagione.
Anche in questa classe il boicottaggio del Gran Premio motociclistico di Francia a causa della sua pericolosità coinvolse la maggior parte dei piloti principali.

Classifica piloti (prime 5 posizioni)
| Pos. | Pilota             | Moto      |   |     |    |     |     |     |     |     |   |     |     |   |    |    | P.ti |
| ---- | ------------------ | --------- | - | --- | -- | --- | --- | --- | --- | --- | - | --- | --- | - | -- | -- | ---- |
| 1    | Ángel Nieto        | Garelli   | 1 | 1   | NP | 1   | 1   | 1   | 5   | 3   | 1 | 6   |     |   | NE | NE | 111  |
| 2    | Eugenio Lazzarini  | Garelli   | 8 | Rit | NP | 2   | Rit | 2   | 2   | 1   | 4 | 2   | 5   | 1 | NE | NE | 95   |
| 3    | Ivan Palazzese     | MBA       | 5 | Rit | 21 | Rit | 3   | 6   | Rit | 5   | 5 | 1   | 1   | 2 | NE | NE | 75   |
| 4    | Pier Paolo Bianchi | Sanvenero | 6 | 3   | NP | Rit | 2   | Rit | 3   | 2   | 3 | Rit |     |   | NE | NE | 59   |
| 5    | Ricardo Tormo      | Sanvenero | 2 | Rit | NP | 8   | Rit | 5   | 1   | Rit | 2 | Rit | Rit | 3 | NE | NE | 58   |
| Pos. | Pilota             | Moto      |   |     |    |     |     |     |     |     |   |     |     |   |    |    | P.ti |

| Legenda                                                                        | 1º posto        | 2º posto        | 3º posto | A punti      | Senza punti        | Grassetto=Pole position Corsivo=Giro più veloce |
| Legenda                                                                        | Gara non valida | Non qualificato | Ritirato | Squalificato | "-" Dato non disp. | Grassetto=Pole position Corsivo=Giro più veloce |
| Fonte dei dati: motogp.com, racingmemo.free.fr, autosport.com, jumpingjack.nl. |                 |                 |          |              |                    |                                                 |

### Classe 50
L'interesse verso questa classe, quella di minor cilindrata del mondiale, andava sempre più scemando, tanto che fu proprio questa la penultima disputata nella storia del mondiale. Le prove disputate furono solo 6 e il duello fu tutto tra Stefan Dörflinger su Kreidler (vincitore delle prime tre gare e secondo nelle successive tre) che ottenne il titolo e Eugenio Lazzarini su Garelli (vincitore delle ultime tre prove e secondo in altre due occasioni).
Al terzo posto, distaccato dai primi due, giunse Claudio Lusuardi su Moto Villa; curiosamente c'è da notare che le prime sei posizioni furono tutte di piloti con moto di marche diverse.
Classifica piloti (prime 5 posizioni)
| Pos. | Pilota             | Moto       |    |    |    |     |     |   |    |   |    |    |    |    |     |    | P.ti |
| ---- | ------------------ | ---------- | -- | -- | -- | --- | --- | - | -- | - | -- | -- | -- | -- | --- | -- | ---- |
| 1    | Stefan Dörflinger  | Kreidler   | NE | NE | NE | 1   | 1   | 1 | NE | 2 | NE | NE | NE | NE | 2   | 2  | 81   |
| 2    | Eugenio Lazzarini  | Garelli    | NE | NE | NE | 2   | Rit | 2 | NE | 1 | NE | NE | NE | NE | 1   | 1  | 69   |
| 3    | Claudio Lusuardi   | Moto Villa | NE | NE | NE | 3   | 3   | 6 | NE | 4 | NE | NE | NE | NE | Rit | 3  | 43   |
| 4    | Ricardo Tormo      | Bultaco    | NE | NE | NE | Rit | 2   | 3 | NE | 3 | NE | NE | NE | NE |     | 4  | 40   |
| 5    | Giuseppe Ascareggi | Minarelli  | NE | NE | NE | 5   | 4   | 4 | NE | 5 | NE | NE | NE | NE | 3   | 11 | 38   |
| Pos. | Pilota             | Moto       |    |    |    |     |     |   |    |   |    |    |    |    |     |    | P.ti |

| Legenda                                                                        | 1º posto        | 2º posto        | 3º posto | A punti      | Senza punti        | Grassetto=Pole position Corsivo=Giro più veloce |
| Legenda                                                                        | Gara non valida | Non qualificato | Ritirato | Squalificato | "-" Dato non disp. | Grassetto=Pole position Corsivo=Giro più veloce |
| Fonte dei dati: motogp.com, racingmemo.free.fr, autosport.com, jumpingjack.nl. |                 |                 |          |              |                    |                                                 |

### Classe sidecar
A causa dell'incidente occorso a Jock Taylor al settimo giro della corsa, i punti assegnati al GP di Finlandia furono dimezzati; fu questa anche la prima volta nella storia del motomondiale che venne utilizzato il principio dei punti dimezzati.
Classifica equipaggi (prime 5 posizioni)
| Pos. | Pilota                            | Moto          |    |   |    |    |    |   |   |    |   |   |   |   |   |   | P.ti |
| ---- | --------------------------------- | ------------- | -- | - | -- | -- | -- | - | - | -- | - | - | - | - | - | - | ---- |
| 1    | Werner Schwärzel/Andreas Huber    | Seymaz-Yamaha | NE | 3 | NE | NE | NE | 3 | 4 | NE | 2 | 2 | 3 | 2 | 2 | 6 | 86   |
| 2    | Rolf Biland/Kurt Waltisperg       | LCR-Yamaha    | NE | 1 | NE | NE | NE | 1 | 1 | NE | - | 1 | 1 | - |   | 1 | 82,5 |
| 3    | Alain Michel/Michael Burkhard     | Seymaz-Yamaha | NE | 2 | NE | NE | NE | 2 | - | NE | - | - | 2 | 1 | 1 | 4 | 68   |
| 4    | Egbert Streuer/Bernard Schnieders | LCR-Yamaha    | NE | - | NE | NE | NE | 5 | 2 | NE | 1 | - | 6 | - | - | 2 | 47,5 |
| 5    | Jock Taylor/Benga Johansson       | Windle-Yamaha | NE | 4 | NE | NE | NE | 6 | 3 | NE | - | 3 | † |   |   |   | 33   |
| Pos. | Pilota                            | Moto          |    |   |    |    |    |   |   |    |   |   |   |   |   |   | P.ti |

| Legenda                                                                        | 1º posto        | 2º posto        | 3º posto | A punti      | Senza punti        | Grassetto=Pole position Corsivo=Giro più veloce |
| Legenda                                                                        | Gara non valida | Non qualificato | Ritirato | Squalificato | "-" Dato non disp. | Grassetto=Pole position Corsivo=Giro più veloce |
| Fonte dei dati: motogp.com, racingmemo.free.fr, autosport.com, jumpingjack.nl. |                 |                 |          |              |                    |                                                 |